# フアン・パブロ・アニョル
フアンピ（Juanpi）こと、フアン・パブロ・アニョル・アコスタ（Juan Pablo Añor Acosta 1994年1月24日 - ）は、ベネズエラ・ミランダ州カラカス出身の元ベネズエラ代表サッカー選手。ポジションはMF。

## 経歴

### クラブ
11歳の時に、地元カラカスのロヨラSCのアカデミーに入団。2008年に国内リーグの強豪カラカスFCのユースチームに移籍した後、2009年にスペインに航り、マラガCFのカンテラに入団。2013-14シーズンにBチームに昇格し、プロデビュー。36試合に出場し11得点を記録した。
翌2014-15シーズンには早速トップチームに昇格。2014年8月29日のバレンシアCF戦の後半30分に、ルイス・アルベルトとの交代でプリメーラ・ディビシオン初出場。2015年1月6日のコパ・デル・レイのレバンテUD戦では、トップチーム昇格後初ゴールを記録 。2015-16シーズンは、シーズン途中から先発に定着し、20試合に出場し4得点を決めるなど、マラガ攻撃陣の中心的役割を担った。しかし、以降は怪我などで伸び悩み、2017-18シーズンはラ・リーガ最下位に終わった。
2019年1月31日、SDウエスカにローン移籍に加入したことが発表された。

### ベネズエラ代表
2011年にU-17ベネズエラ代表に招集され、2014年にフル代表に招集。同年11月14日のチリ代表戦で代表戦デビューを飾った。2016年9月6日のワールドカップ予選アルゼンチン戦で代表初得点を挙げた。